# Abdaraxo
Abdaraxo foi um engenheiro antigo mencionado em Laterculi Alexandrini (em português, "Panfleto Alexandrino") como aquele que "construiu as máquinas em Alexandria". Esta é a única menção conhecida segura de seu nome na literatura sobrevivente, mas, ao estar incluído neste documento, figurando numa lista de "12 sábios", ao lado de Arquimedes e Fílon, e seu autor considerar as máquinas famosas o suficiente para a sua menção não precisar de maior elaboração, infere-se que Abdaraxo foi um destacado engenheiro de sua época.
Paul T. Keyser considera que o nome Abdaraxo seja semítico, provavelmente fenício, à semelhança dos nomes cipriotas Abdubalos e Abdimilkos, desta origem. Ele também considera a possibilidade de sua origem estar relacionada com Abdera.

O historiador Michael Lewis interpreta uma tradução árabe de um texto de Apolónio de Perga como se referindo ao mesmo homem, mas sem maiores esclarecimentos, além da menção de um "moinho vertical".